# Mikael II Apafi

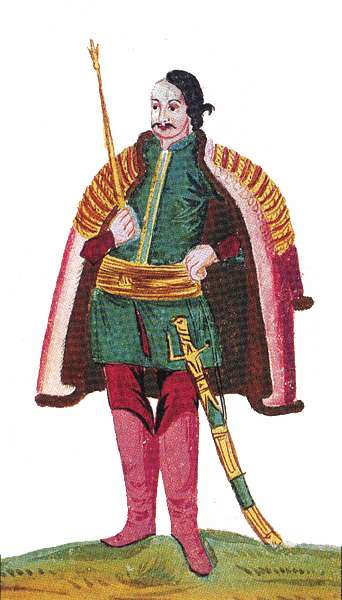
Mikael II Apafi.

Mikael II Apafi, född den 13 oktober 1676, död barnlös den 1 februari 1713, var en ungersk magnat och furste av Siebenbürgen, son till Mikael I Apafi.
Apafi måste först fly för den av Turkiet understödde pretendenten Emmerich Thököly, men återkom 1692 med österrikisk hjälp. År 1696, då han vägrade efterkomma österrikiska regeringens fordran att han skulle avstå från sin furstevärdighet, fördes han till Wien. Där avsade han sig 1697 sina anspråk mot årlig pension och levde sedan som privatman med titeln "riksfurste".